# Banstead
Banstead è un paese di 8 512 abitanti della contea del Surrey, in Inghilterra.